# جريدة الاستقلال العربي
جريدة الاستقلال العربي، جريدة يومية سياسية كانت تصدر في دمشق خلال حكم الملك فيصل الأول، صَدر عددها الأول يوم 14 تشرين الأول 1918 والأخير يوم 18 شباط 1920.  
أُسست جريدة الاستقلال العربي على أنقاض جريدة الشرق، التي كان يصدرها جمال باشا في دمشق خلال الحرب العالمية الأولى. بعد انسحاب الجيش العثماني من دمشق مع نهاية الحرب العالمية الأولى، استولى حاكم المدينة المؤقت الأمير محمّد سعيد الجزائري على مكاتب الجريدة في حي السنجقدار وأعاد تسميتها بجريدة الاستقلال العربي. كلّف صديقه الروائي معروف الأرنأؤوط برئاسة التحرير، وأكمل الأخير مهامه بالرغم من إقصاء الأمير الجزائري عن الحكم يوم 1 تشرين الأول 1918. كُتِب في ترويسة الصفحة الأولى أنها «جريدة من العرب للعرب» وعُيّن الصحفي عثمان قاسم مديراً للتحرير. صَدرت الجريدة بصفحتين من القطع المتوسط، ونادت بالأمير فيصل بن الحسين حاكماً على البلاد السورية، وأصبحت بعدها تصدر بأربع صفحات. توقفت جريدة الاستقلال العربي في شباط 1919 بعد تَفرّغ معروف الأرنأؤوط لإصدار صحيفة جديدة تابعة له، تُدعى جريدة فتى العرب.